# دالم (راینلاند-فالتس)
دالم (به آلمانی: Dahlem) یک شهر در آلمان است که در بیتبورگ-پروم واقع شده‌است.